# Acerbia thulea
Acerbia thulea là một loài bướm đêm thuộc phân họ Arctiinae, họ Erebidae.